# جو لبن (العراق)
جو لبن منطقة عراقية ذات منخفض، في ناحية بصية بقضاء السلمان بمحافظة المثنى بالبادية العراقية بجنوب العراق، ومن جو لبن طريق إلى بصية شمال الغرب، ومن جو لبن طريق جنوبي شرقي إلى طوي الحشاش ثم خباري المخزم ثم تل جريشان ثم هليبة.